# Gur cake

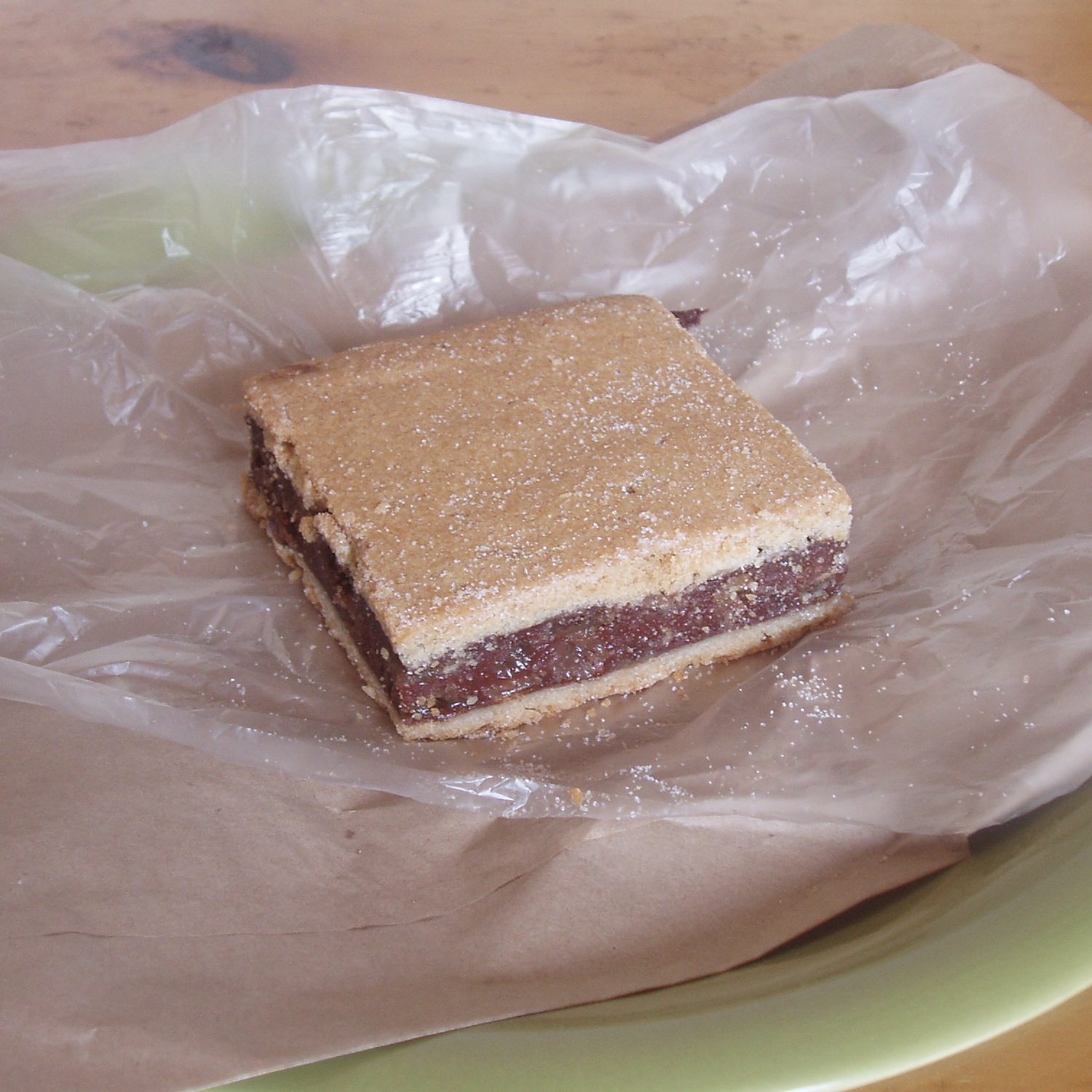

Gur cake ist eine Art Früchtebrot aus der irischen Küche. Andere Bezeichnungen sind noch: Donkey’s wedding cake (deutsch: Esels Hochzeitstorte), Chester cake und Donkey’s gudge/gunge.
Der Kuchen wird aus altbackenem Brot und Kuchen hergestellt, die mit Rosinen und Wasser vermischt, auf einen Blätterteigboden verteilt und auf einem großen Backblech gebacken werden. Nach dem Backen wird er mit Puderzucker überzogen. In Dublin war der Kuchen bei den Kindern beliebt; der Dubliner Historiker Éamonn Mac Thomáis erinnert in seinem Buch Gur Cake and Coal Blocks an diesen Kuchen.
Gur ist eine Bezeichnung für Palmzucker (Jaggery).